# Воронокское сельское поселение
Вороно́кское сельское поселение — упразднённое муниципальное образование в юго-западной части Стародубского района Брянской области. Административный центр — село Воронок.
Территория сельского поселения прилегает к государственной границе России; здесь действует режим пограничной зоны.
1 августа 2020 года упразднено в результате преобразования Стародубского района и городского округа Стародуба в Стародубский муниципальный округ.

## История
Образовано в результате проведения муниципальной реформы в 2005 году, путём слияния дореформенных Воронокского, Алейниковского и Елионского сельсоветов.
Законом Брянской области от 8 мая 2019 года в Воронокское сельское поселение было включено упраздненное Каменское сельское поселение.

## Население
| 2010  | 2011  | 2012  | 2013  | 2014  | 2015  | 2016  |
| ----- | ----- | ----- | ----- | ----- | ----- | ----- |
| 3465  | ↘3437 | ↘3323 | ↘3258 | ↘3155 | ↘3127 | ↘3087 |
| 2017  | 2018  | 2019  | 2020  |       |       |       |
| ↘3026 | ↘2965 | ↘2928 | ↗4300 |       |       |       |

## Населённые пункты
| №  | Населённый пункт | Тип     | Население |
| -- | ---------------- | ------- | --------- |
| 1  | Алейниково       | село    | ↘257      |
| 2  | Васильевка       | посёлок | ↘55       |
| 3  | Воронок          | село    | ↘1076     |
| 4  | Елионка          | село    | ↘514      |
| 5  | Истровка         | деревня | ↘18       |
| 6  | Камень           | деревня | ↘293      |
| 7  | Крутая Буда      | село    | ↘131      |
| 8  | Крюков           | деревня | ↘297      |
| 9  | Логоватое        | село    | →302      |
| 10 | Ломаковка        | село    | ↘226      |
| 11 | Лужки            | село    | ↘431      |
| 12 | Нижнее           | село    | ↘404      |
| 13 | Солова           | село    | ↘362      |
| 14 | Стратива         | село    | ↘206      |
| 15 | Чубковичи        | село    | ↘353      |

Ранее в состав сельского поселения также входил посёлок Ляды, исключённый из учётных данных в 2011 году.